# La Turballe
La Turballe is een gemeente in het Franse departement Loire-Atlantique (regio Pays de la Loire). De plaats maakt deel uit van het arrondissement Saint-Nazaire. La Turballe telde op 1 januari 2022 4.862 inwoners.

## Geografie
De oppervlakte van La Turballe bedroeg op 1 januari 2022 18,53 vierkante kilometer; de bevolkingsdichtheid was toen 262,4 inwoners per km².

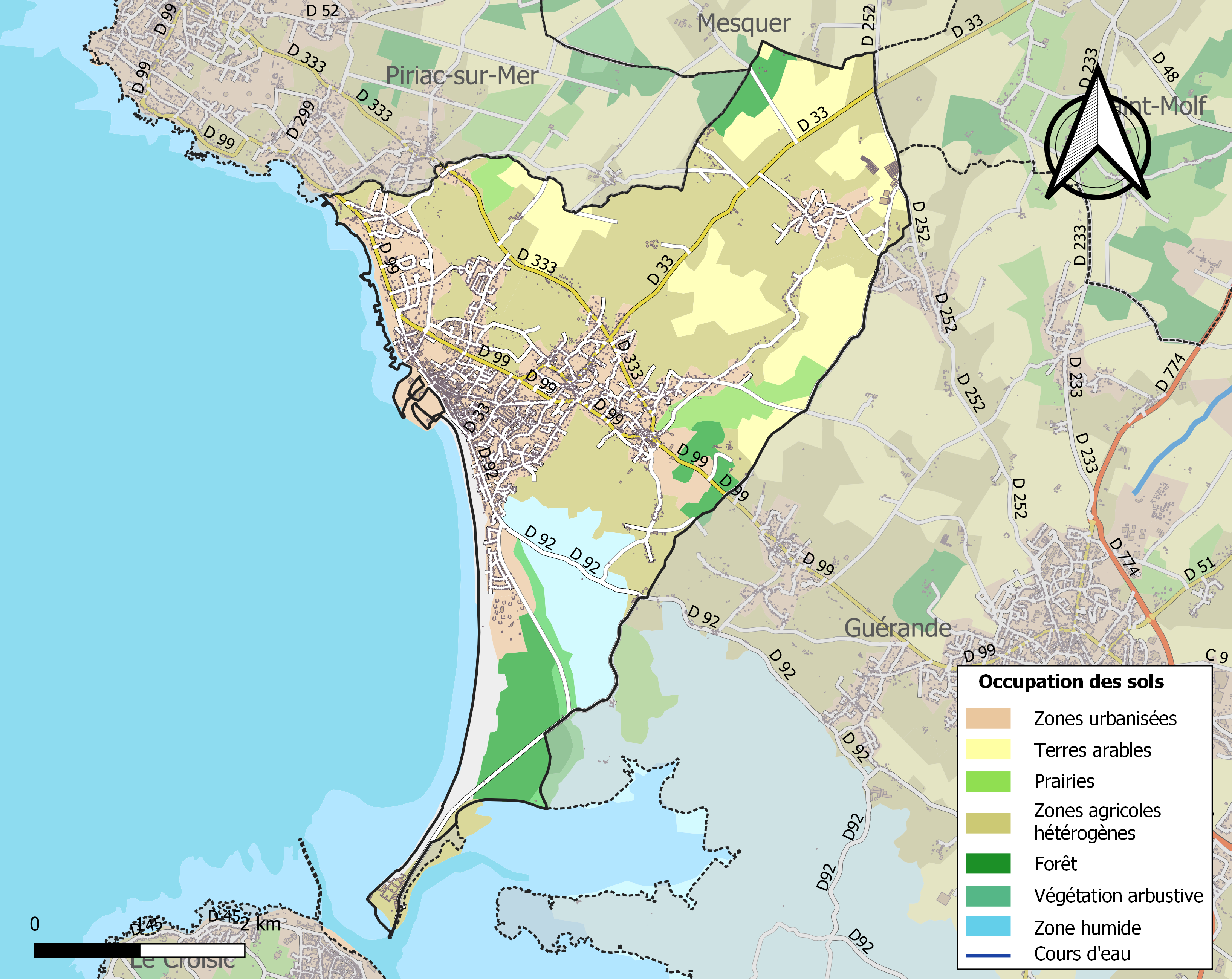
Kaart van de gemeente met de belangrijkste infrastructuur, bodemgebruik en omliggende gemeenten

## Demografie
Onderstaande figuur toont het verloop van het inwonertal (bron: INSEE-tellingen).

## Afbeeldingen

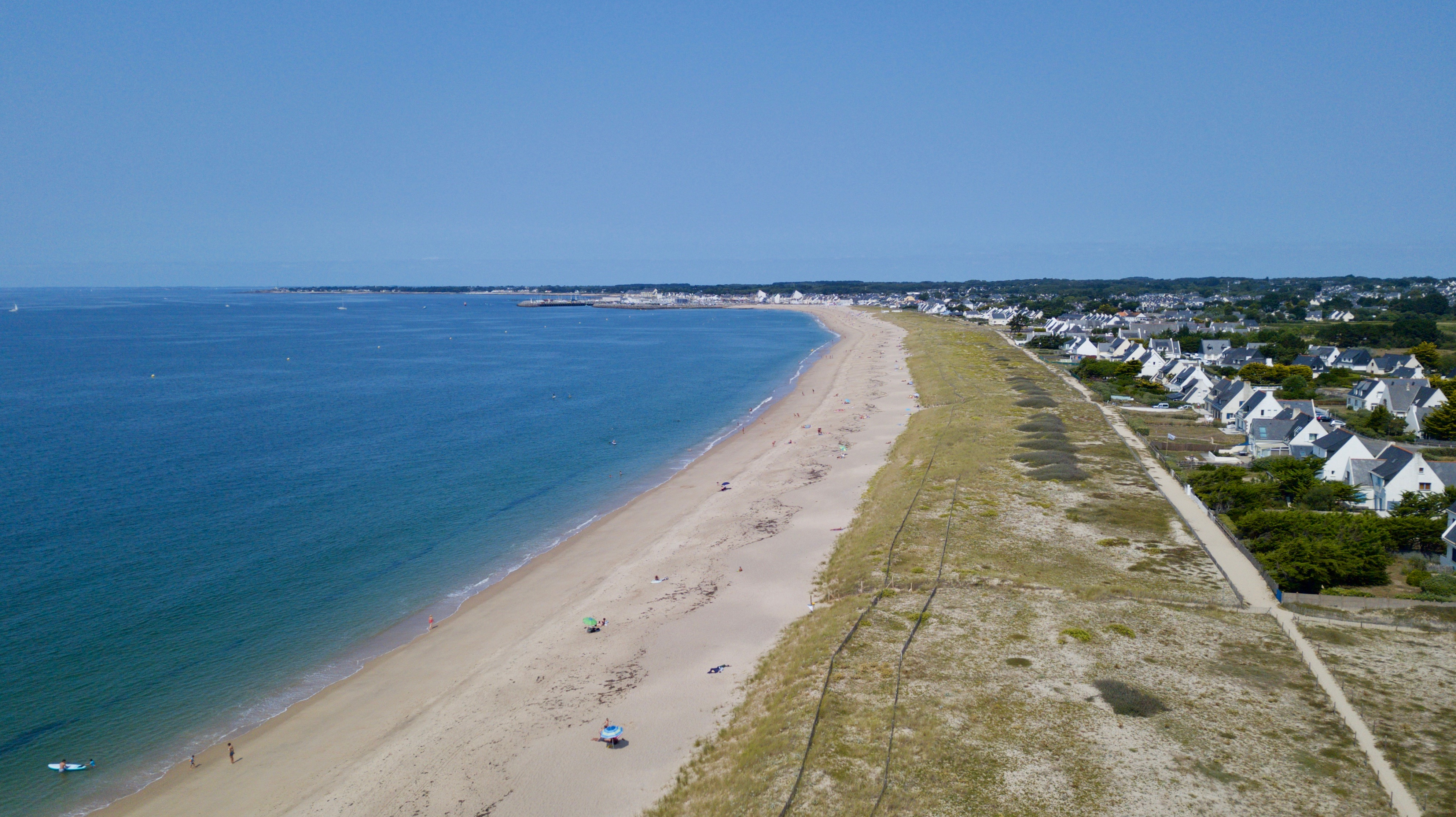
Strand
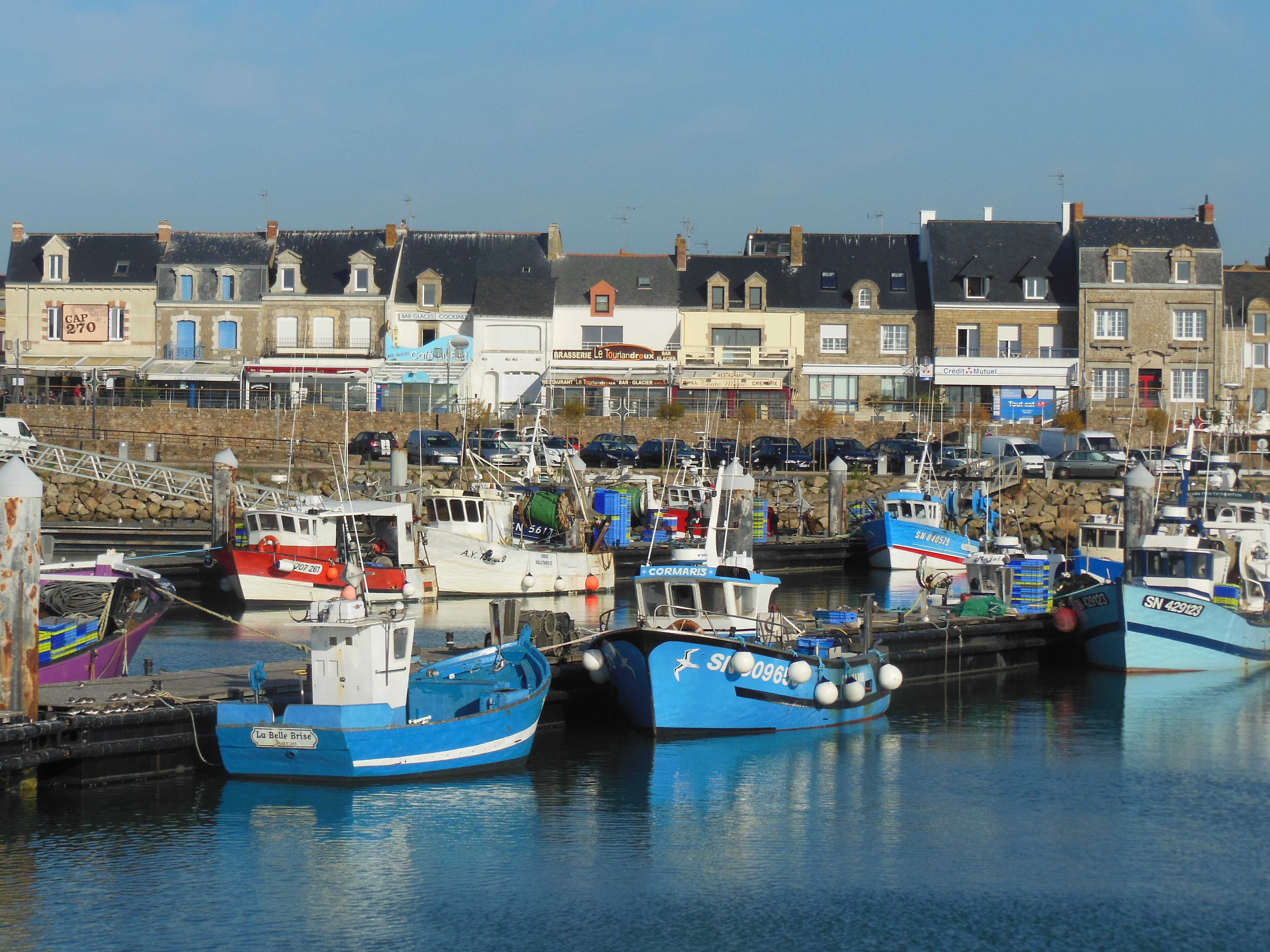
Haven
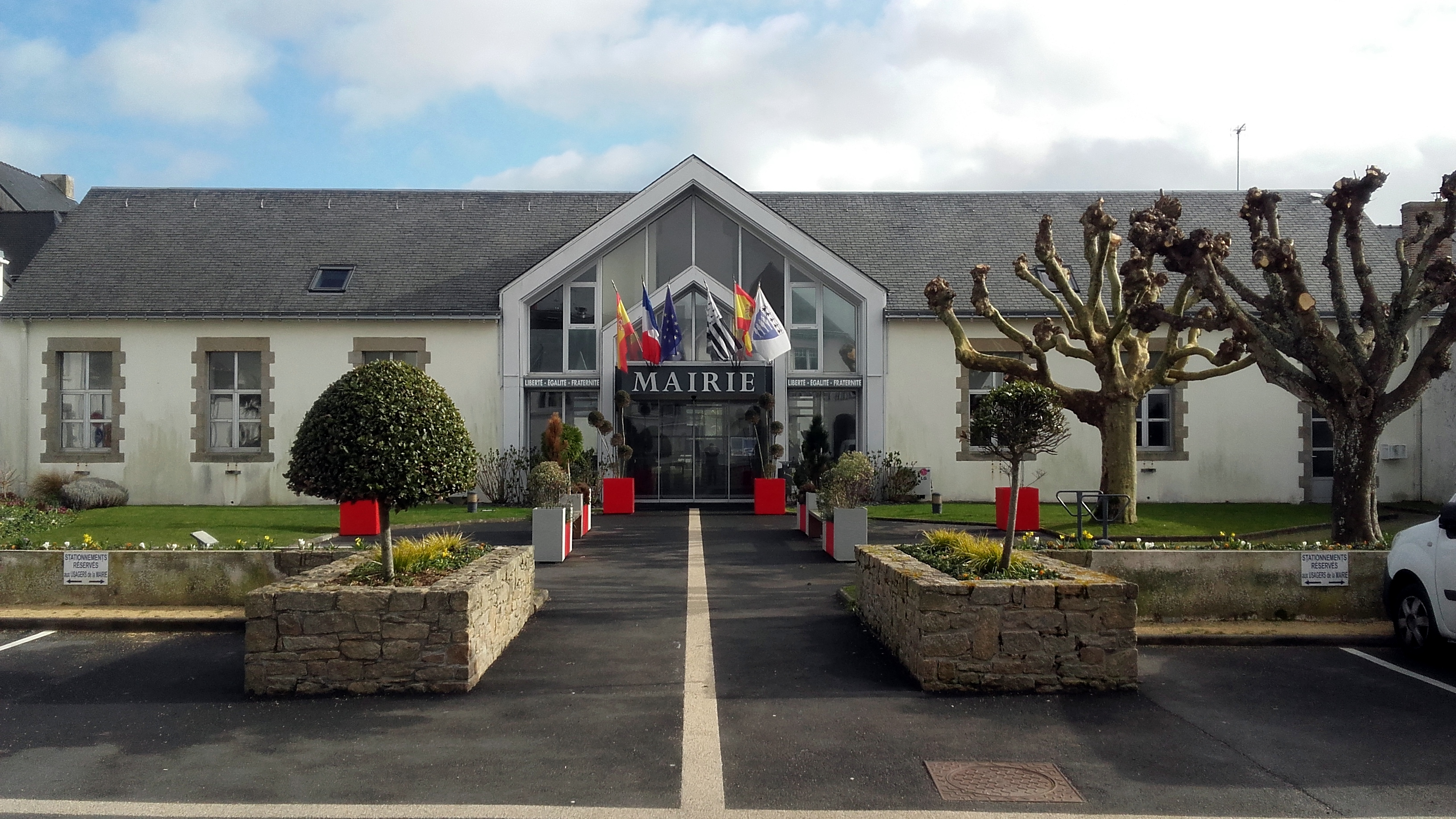
Gemeentehuis